# Westmalle
Westmalle är en by i kommunen Malle i den belgiska provinsen Antwerpen.
Här ligger trappistklostret Onze-Lieve-Vrouw van het Heilig Hart där man brygger trappistölet Westmalle.